# نبرد اسخیفنینگن
نبرد اسخیفنینگن (معروف به نبرد تکسل یا نبرد تِر هایده) جنگ دریایی نهایی در جنگ نخست انگلستان-هلند بود. این نبرد در ۳۱ ژوئیه ۱۶۵۳ (۱۰ اوت گاه‌شماری میلادی) بین ناوگان جمهوری انگلستان و جمهوری هلند رخ داد و پیروز مشخصی نداشت.
نام نبرد تکسل ممکن است سؤال‌برانگیز باشد. دو نبرد دریایی دیگر (۱۶۷۳ و ۱۶۹۴) نیز به این نام وجود دارد که در نزدیکی جزیرهٔ تکسل روی داده‌است. اما، تِر هیجد تقریباً در ۱۴۰ کیلومتری جنوب تکسل قرار دارد و به نظر می‌رسد اشاره به نام تکسل احتمالاً صحیح نباشد.

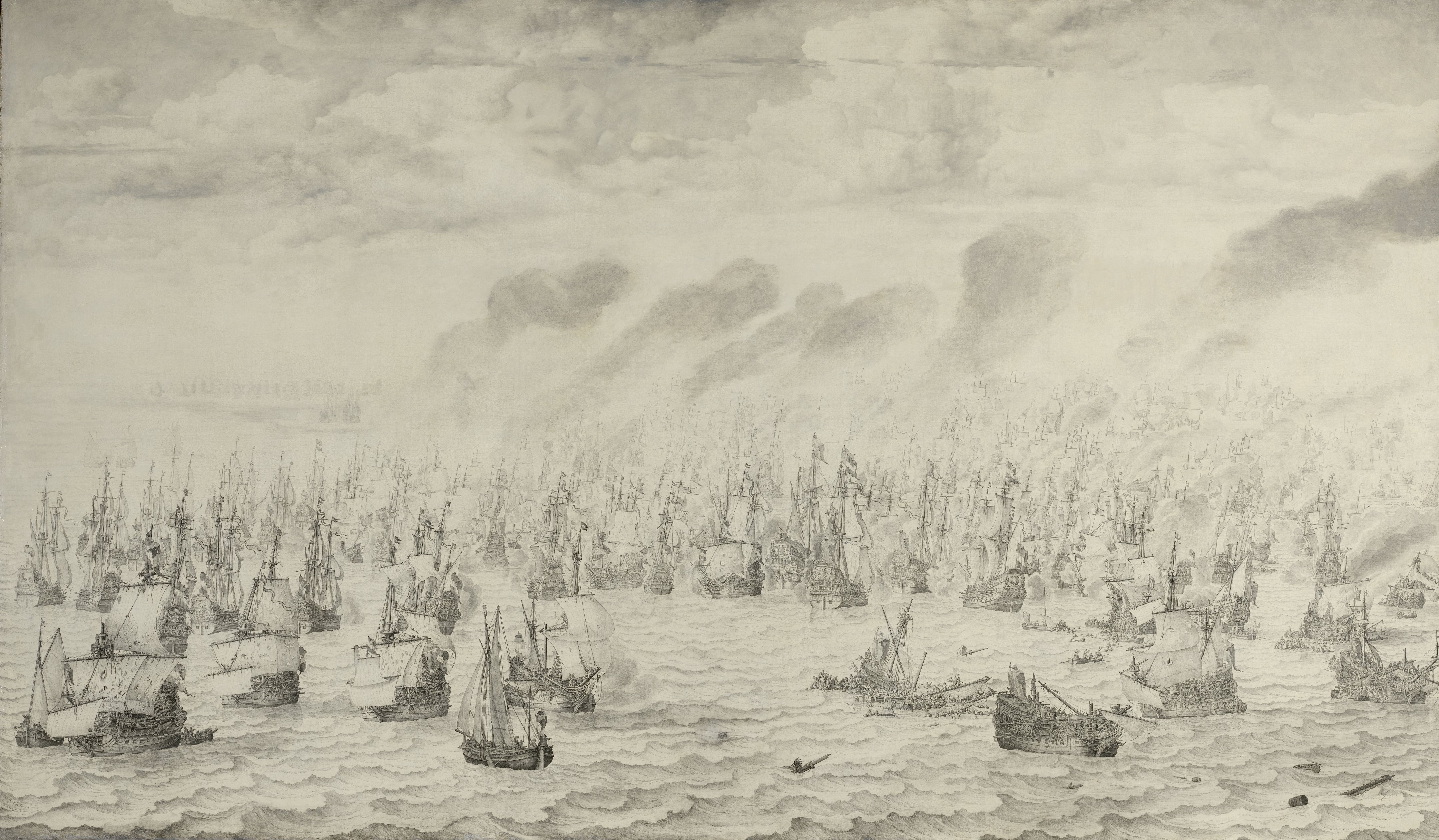
نبرد ترهید، ۱۰ اوت ۱۶۵۳: بخشی از جنگ نخست انگلستان-هلند (۱۶۵۲–۵۴) اثر ویلیام ون د ویلد د ایلدر

## پیشینه
پس از پیروزی ناوگان ۱۲۰ کشتی انگلستان در نبرد گابارد در ژوئن ۱۶۵۳ تحت رهبری دریاسالار جورج مونک، ساحل هلند مسدود و بسیاری از شریان‌های تجاری آن گرفته شد. این امر فوراً به زوال اقتصادی هلند انجامید؛ بیکاری سرسام‌آور بود و حتی قحطی شیوع یافته بود. در ۲۴ ژوئن (۳ اوت گاه‌شماری میلادی) ناویان- دریاسالار هلندی، مارتین ترامپ حملهٔ دریایی را در بردرود با ناوگانی از ۱۰۰ کشتی با هدف شکستن محاصره در جزیرهٔ تسل آغاز کرد؛ جایی که نایب- دریاسالار دیت د وید با ۲۷ کشتی در دام انگلستان افتاده بودند. در ۸ اوت، انگلستان متوجه ترامپ شد و او را به سوی جنوب تعقیب نمود و پیش از غروب آفتاب، دو کشتی هلندی غرق شد، اما این امکان برای دِ وید فراهم شد که از دام انگلستان بگریزد و در روز پیش از اسخیفنینگن به ترامپ در مقری نزدیک به دهکدهٔ کوچک تر هیجد بپیوندد. سپس ترامپ حملهٔ خود به سوی ناوگان انگلستان در شمال آغاز نمود.

## نبرد
وزش شدید باد در ۳۰ ژوئیه و سراسر شب باعث شد هر دو ناوگان متوقف شوند. اما حدود ساعت ۷ صبح ۳۱ ژوئیه، آب و هوا به نفع هلندی‌ها تغییر کرد و حمله با رهبری بردرود آغاز شد. نبرد سهمگینی درگرفت و هر دو ناوگان چهار مرتبه به سوی یکدیگر تاختند. ترامپ در ابتدای جنگ با یک تیراندازی ماهرانه از کشتی ویلیام پن کشته شد. اما مرگ او از به منظور حفظ روحیهٔ نظامی هلند، مخفی نگه داشته شد؛ تا پاسی از ظهر، دوازده کشتی غرق یا مورد تصرف قرار گرفت و بسیاری دیگر نیز به شدت آسیب دیدند. اما در نهایت محاصره شکسته شد و گروه عظیمی از کشتی‌های تجاری به سوی شمال روانه شدند. دِ دید در تلاش بود تا جنگ را متوقف کند و به این منظور پوشش لازم به منظور عقب-نشینی به سوی جزیرهٔ تکسل را فراهم نمود. در طرف دیگر، ناوگان انگلستان نیز به شدت آسیب دیده بود و مجروحان بسیاری به درمان نیاز داشتند و مجبور به بازگشت به سوی بندرگاه برای تجدید قوا شدند و در نتیجه دیگر قادر به حفظ محاصره نبودند.

## نتیجهٔ نبرد
هم انگلستان به سبب برتری فنی خود در نبرد و هم هلند به سبب دستیابی به هدف راهبردی ش و شکستن محاصره اعلام پیروزی کردند. اما مرگ ترامپ، خسارت بزرگی برای هلند بود – برخی اکنون اعتقاد به پیروزی هلند بر انگلستان با وجود او دارند؛ حزب اورنجیست نفوذ سیاسی خود را از دست داد و نخست‌وزیر یوهان د ویت به الیور کرامول اطمینان داد، که ویلیام که بعدها ویلیام سوم (انگلستان) شد، هرگز بر جای پدر ش شاهزاده آرنج نشود. و به این ترتیب هلند به بازگرداندی پادشاهی انگلیسی روی آورد. مذاکرات صلح بی‌درنگ آغاز شد و به پیمان وست‌مینستر انجامید.
با خسارت وارده به ناوگان هلند، نخستین جنگ انگلستان-هلند پایان یافت و هلند تسلیم بسیاری از خواسته‌های انگلستان شد.